# Epirski dijalekt
| Zapadna grupa: ██ dorsko ██ sjeverozapadno dorsko ██ ahejsko dorsko | Središnja grupa: ██ eolsko ██ arkadociparsko | Istočna grupa: ██ atičko ██ jonsko |
|                                                                     |                                              |                                    |

Epirski dijalekt pripadao je sjeverozapadnoj dorskoj skupini dijalekata starogrčkoga. Rabio se u antičkome Epiru, a nadživio je većinu drugih dijalekata koje je zamijenila atička koine, sve do prvog ili drugog stoljeća po Kristu, djelomično zbog postojanja posebne sjeverozapadne dorske koine.

## Klasifikacija
Grčko stanovništvo užeg Epira (ne uključujući kolonije koje su na obali ili u njezinoj blizini osnovali južni Grci) govorilo je dijalektalnom inačicom sjeverozapadnoga dorskog.
Ipak, epirskomu su nedostajale neke značajke koje su vrlo važne u prepoznavanju pripadnika sjeverozapadnih dorskih govora uključujući atematski dativ množine -ois, treće lice imperativa -nton i mediopasivne oblike participa na -ei-. Također, nestegnuti dorski -eo- jedva je posvjedočen u Epiru jer je u epirskome, čini se, rezultirao kontrakcijom -ou- iako se pojavljuje u antroponimima u Epiru.
Méndez Dosuna zalagao se za razlikovanje četiriju podskupina unutar sjeverozapadnog dorskog u kojima su epirski, istočni lokrijski, epizefirski lokrijski i akarnski bili srednji sjeverozapad. Dosuna tvrdi da je sjeverozapadna Grčka bila područje dijalektalne konvergencije koje je postajalo sve homogenije od petog stoljeća prije Krista nadalje, a to se podudaralo s usponom različitih koina i političkom integracijom.

### Utjecaji
Zbog svog zemljopisnog položaja i povijesti Epir je jezično bio jako raznolik. Sjeverne regije Epira, kao što je Haonija, graničile su s južnim ilirskim teritorijem, pa je u njima dvojezičnost vjerojatno bila česta zbog mnogih Ilira koji su se trudili usvojiti grčki kao drugi jezik. To bi u konačnici dovelo do zamjene jezika, a ilirski bi bio suptrat u ovim krajevima. Opseg sudjelovanja Ilira u životu u užem Epiru nije siguran; iako je samo desetak imena u korpusu Dodone sigurno ilirska, onomastika u ovom slučaju nije nužno siguran način utvrđivanja etničkog ili jezičnog identiteta. S druge strane, prodor grčkog govora bio je mnogo očitiji među susjednim ilirskim plemenima. Na obali Epira u kolonijama južnogrčkoga podrijetla često se govorilo različitim dijalektima grčkog, ali njihovo uključivanje među polise Epira donijelo je jezičnu homogenizaciju.
Epirski je također došao u dodir s drugim sjeverozapadnim dorskim inačicama, kao i staromakedonskim, kao adstratima.
Rat s Rimom, koji je završio rimskim osvajanjem Epira 167. pr. Kr., obilježilo je razaranje velikih razmjera i depopulacija Epira, posebno južno od rijeke Kalame. Daljnja razaranja nanijeli su trački plaćenici kralja Mitridata VI. 88. – 87. pr. Kr. kao i rimski građanski ratovi (kao što je bilo 31. pr. Kr.) koji su se vodili u Epiru. Nakon takve depopulacije uslijedilo je naseljavanje govornika latinskog jezika. Iako grčki jezik nije izbrisan iz regije kao rezultat ovih promjena te je i dalje bio u širokoj upotrebi, pokazuju se učinci kontakta jezika uključujući interferenciju, akomodaciju, dvojezičnost, hibridizaciju i grčko-latinsku interakciju u onomastici i nadgrobnim natpisima. Latinizirana imena mjesta postala su osobito česta na obali; utjecaj latinskog bio je osobito jak u urbanim središtima južne Ilirije, Draču (Dyrrhachium) i Apoloniji, bio je daleko jači od onog u užem Epiru.

## Povijest

### Zapisi
Dokazi iz epigrafike koji počinju u kasnom arhajskom razdoblju (od šestog do petog stoljeća pr. Kr.) i drevni književni dokazi pokazuju da su ljudi Epira govorili dijalektom sjeverozapadnog dorskog. S druge strane, južnim grčkim dijalektima govorile su neke od obalnih kolonija koje su osnovali južni Grci, a na sjeveru je postojala jezična granica s ilirskim jezikom/jezicima. Postoje ranije potvrde o tekstovima iz južnih grčkih kolonija na obali, ali oni su govorili drugom inačicom grčkoga (korintski u Ambraciji, elejski u Pandoziji, itd.). Raznolikost koju se može naći u ranim tekstovima iz Dodone također ne predstavlja epirskoga grčkog.
Osim nereprezentativnih orakularnih ploča u Dodoni, Epir je bio među nizom grčkih regija koje praktički nisu imale pisanih dokumenata sve do klasičnoga razdoblja, a niz uključuje i Makedoniju, Pamfiliju i Etoliju. Što se tiče ranih pisanih zapisa, Epir i ostatak sjeverozapadne Grčke također su zaostajali za ostalim sjeverozapadno-dorskim govornim područjima, poput Delfa i zapadnoga lokrijskog dijalekta koji su imali ranije izvore.
(Brojne) sjeverozapadne dorske orakularne ploče iz Dodone (od kojih su potonje doista epirske) obično su kratki tekstovi napisani na malim olovnim pločama. Upravo zbog veličine ploča tekst je pisan eliptičnim stilom.

### Helenizam i kasnije
Dok je podrijetlo epirskog grčkog sporno, sigurnije je da je tijekom potvrđena razdoblja, koje ima bolje proučen korpus, postojao stupanj dvojezičnosti u graničnim područjima Epira koji vjerojatno nije bio simetričan po prirodi. Epirski grčki proširio se prema sjeveru izvan granica užeg Epira na nekadašnji ilirski teritorij. Iako će tekstovi i dalje biti češći u Dodoni i na obali, vrhunac epirskih tekstova dogodit će se u kasnom helenističkom razdoblju kada se počeo osjećati utjecaj nadregionalne sjeverozapadne dorske koine. Iako je distribucija i dalje nerazmjerna, tekstovi izvan Dodone i Ambracije postali su znatno češći između trećeg stoljeća prije Krista i rimskog osvajanja 167. godine prije Krista.

## Obilježja

### Fonologija
Naše je razumijevanje fonologije epirskoga jako ograničeno: epigrafski podaci, glose i suvremeni izvori često su nepotkrijepljeni. Ipak, postojeći dokazi mogu nam dati nekakav uvid.
Epirski s tesalijskim, eleanskim i makedonskim dijeli jedno obilježje: ponekad zvučni suglasnici /b/, /d/ i /g/ odgovaraju praindoeuropskim zvučnim aspiriranim plozivima /bʰ/, /dʰ/, /ɡʰ/. U grčkome su oni uglavnom postali bezvučni aspirirani plozivi /pʰ/, /tʰ/, /kʰ/. Kao i u makedonskome, smatra se da je fenomen rezultat utjecaja negrčkog supstrata ili adstrata. Neki drže da je utjecaj došao iz ilirskoga jezika.
Ostale predložene specifičnosti bazirane na zapisima jesu:
- pravilna apokopa u prijedlozima
- nedostatak kraćenja skupa ⟨ηι⟩ (< -ēϝy-)
- rano zatvaranje glasa /eː/ u /iː/
- promjena /i/ > /e/, ali Filos smatra dokaze ove promjene sumnjivima
- rano ispadanje glasa /j/ kada dolazi kao drugi dio u dvoglasu
- promjena ⟨ɛο⟩ > ⟨ου⟩, netipična za sjeverozapadnu dorsku skupinu[19]

Epirski, kao i korintski, pripada skupini Doris mitior koji imaju sedam dugih i pet kratkih samoglasnika. Epirski je razlikovao glasove /ɛ:/ i /e:/ te /ɔ:/ i /o:/.

#### Alfabet
Budući da najraniji zapisi iz regije Epira (ne najstariji zapisi na epirskome dijalektu) potječu iz Ambracije, slova nalikuju onima iz Korinta, jer su Ambraciju osnovali Korinćani. Još jedan rani primjer korištenja korintskog alfabeta jest upit građanina Orika, ali Filos tvrdi da je to od male koristi jer je Orik prilično daleko od središta Epira. Ne znamo koliko je alfabeta bilo u upotrebi u Epiru od šestog do četvrtog stoljeću prije Krista.
Raznolikost alfabeta među dodonskim lamellama samo odražava različito podrijetlo ispitivača. Iako najraniji orakularni izvori prikazuju plavi alfabet koji se može naći drugdje u Korintu i Atici, kasniji primjeri primarno pokazuju ono što će postati lokalni epirski alfabet koji je bio crveni eubejski sustav u kojem je slovo ⟨Ψ⟩ označavalo aspirirani bezvučni velarni ploziv /kʰ/ (koje će kasnije postati /x/), a /ps/ (za koje je u atičkom plavom alfabetu korišten ⟨Ψ⟩) jednostavno je pisano dvoslovom ⟨ΦΣ⟩, a ⟨X⟩ predstavlja /ks/. Od kraja petoga stoljeća prije Krista nadalje ovaj lokalni alfabet postajao je sve dosljedniji.
Budući da je epirski razlikovao srednje zatvorene i srednje otvorene samoglasnike, ⟨E⟩ je rabljen za /e:/, a srednje otvoreni /ɛ:/ imao je svoje slovo (slika sa strane), a također se rabio za kratki prednji srednji vokal /e/. S druge strane, ⟨O⟩ je korišten za sva tri srednja stražnja vokala bez obzira na duljinu i jesu li bili srednje otvoreni ili srednje zatvoreni. Za /i/ nije rabljena jota, nego su umjesto nje korišteni ⟨ϟ⟩ ili ⟨Σ⟩. Mnoge od ovih karakteristika dijelio je s Korintom ili Krfom. Atički alfabet (ponovno) se pojavio u epirskim tekstovima u četvrtom stoljeću prije Krista. S vremenom je istisnuo sve druge grčke alfabete, u Epiru i drugdje, iz upotrebe.

### Gramatika
Epirska ima dorski stegnuti futur. Iako sjeverozapadni dorski često rabi ἐν + akuzativ, epirski preferira εἰς + akuzativ. Arhaična formacija ἀνά + dativ pojavljuje se nekoliko puta u epirskome, a drugdje je uglavnom rezervirana za poeziju. Znanstvena istraga sintakse i morfosintakse epirskoga zasada je jako slaba, pa nije moguće napraviti čvrstih zaključaka.